# Malayathele cameronensis
Espèce
Malayathele cameronensis est une espèce d'araignées mygalomorphes de la famille des Euagridae.

## Distribution
Cette espèce est endémique du Pahang en Malaisie,. Elle se rencontre sur le Gunung Jasar.

## Description
Le mâle holotype mesure 3,13 mm et la femelle paratype 3,20 mm.

## Étymologie
Son nom d'espèce, composé de cameron et du suffixe latin -ensis, « qui vit dans, qui habite », lui a été donné en référence au lieu de sa découverte, les Cameron Highlands.

## Publication originale
- Schwendinger, Lehmann-Graber, Hongpadharakiree & Syuhadah, 2020 : « New euagrid spider species from Thailand and Malaysia, and new localities of Leptothele bencha (Arachnida: Araneae). » Revue Suisse de Zoologie, vol. 127, no 2, p. 423-453.